# Tetraclorur-1,1-difluoretà
El tetraclor-1,1-difluoroetà o 1,1,1,2-tetracloro-2,2-difluoroetà, freó 112a, R-112a o CFC-112a és un isòmer asimètric de clorofluorocarboni del tetraclor-1,1-difluoroetà amb fórmula CClF2CCl3. Conté età substituït per quatre àtoms de clor i dos àtoms de fluor. Amb un punt d'ebullició de 91,5°C, és el freó amb el segon punt d'ebullició més alt.
El tetraclorodifluoroetà és una barreja d'isòmers simètrics i asimètrics.

## Preparació
El tetracloro-1,1-difluoroetà es pot preparar en un rendiment del 40% reaccionant 1,1,2-tricloro-1,2,2-trifluoroetà (freó 113) amb clorur d'alumini a 60 °C.
També es pot fer en reacció amb fluorur d'hidrogen amb hexacloroetà o tetracloroetà amb clor extra. Aquesta reacció es produeix amb un catalitzador de fluorur d'alumini a 400 °C. El triclorotrifluoroetà no simètric (CCl2FCClF2) també es produeix juntament amb altres clorofluorocarbonis. La separació de l'isòmer simètric i no simètric és difícil.

## Propietats
El tetracloro-1,1-difluoroetà no és combustible.
Té una pressió crítica de 4,83 MPa i una temperatura crítica de 279,2 °. En el punt crític la densitat és de 0,754 g/cc.
El tetracloro-1,1-difluoroetà en forma líquida és miscible amb els perfluorocarbonis.

## Reaccions
El tetracloro-1,1-difluoroetà reacciona amb el zinc de l'etanol a 60 °C per produir diclordifluoroetilè no simètric (CCl2=CF2).

## Usos
El tetraclorofluoroetà (barreja d'isòmers) s'ha utilitzat com a medicina veterinària per tractar paràsits (Fasciola hepatica).

## Atmosfera
El tetracloro-1,1-difluoroetà es va detectar per primera vegada en l'aire recollit del Cap Grim, Tasmània, a l'Arxiu Aeri del Cap Grim, i més tard a partir de bombolles d'aire a la neu de Groenlàndia. La substància va fer la seva primera aparició al voltant de 1965, i va augmentar de nivell fins al voltant de l'any 2000. El 2000, l'atmosfera de la Terra contenia 0,08 parts per bilió de freó 112a. El nivell va disminuir lleugerament a 0,07 ppt el 2012. El temps de vida estimat a l'estratosfera és de 44 anys. El 2014 s'havien posat 3.600 tones de freó 112a a l'atmosfera. A partir del 2023, els nivells han anat augmentant a l'atmosfera terrestre.
Com a gas d'efecte hivernacle la seva eficiència radiativa és de 0,25 Wm−2ppb−1.